# Carbeno

Estructura del metileno

En química, un carbeno es una molécula que contiene un átomo de carbono neutro con una valencia dos y dos electrones de valencia no compartidos. La fórmula general es R-(C:)-R' o R=C: donde R representa sustituyentes o átomos de hidrógeno. Se trata de una de las especies intermedias más reactivas en la química orgánica. También se encuentran complejos organometálicos con este ligando. El carbeno más sencillo y común es el metileno (:CH2), el hidruro original del que se derivan formalmente todos los demás compuestos de carbeno.
Los carbenos se clasifican como singletes o tripletes, dependiendo de su estructura electrónica. La mayoría de los carbenos tienen una vida muy corta, aunque se conocen los carbenos persistentes. Un carbeno bien estudiado es el diclorocarbeno Cl2C:, que puede generarse in situ a partir de cloroformo y una base fuerte.

## Estructura

Carbenos singlete y triplete

Las dos clases de carbenos son singlete y triplete. Los carbenos singletes tienen los 2 electrones apareados. En el lenguaje de la teoría del enlace de valencia, la molécula adopta una hibridación tipo sp2. Los carbenos triplete tienen dos electrones no apareados. La mayoría de los carbenos tienen un estado fundamental de triplete no lineal, excepto aquellos con átomos de nitrógeno, oxígeno o azufre, y haluros directamente unidos al carbono divalente.
Los carbenos se llaman singlete o triplete dependiendo del espín electrónico que poseen. Los carbenos tripletes son paramagnéticos y pueden observarse mediante espectroscopía de resonancia de espín electrónico (EPR) si persisten el tiempo suficiente. El giro total de los carbenos singlete es cero, mientras que el de los carbenos tripletes es uno (en unidades de {\displaystyle \hbar }). Los ángulos de enlace son 125–140 ° para el triplete de metileno y 102 ° para el singlete de metileno (según lo determinado por EPR). Los carbenos tripletes son generalmente estables en estado gaseoso, mientras que los carbenos singletes se presentan con mayor frecuencia en medios acuosos.

## Historia
- El primer intento de preparar carbenos fue en 1839, por Rednault y Dumas, cuando se hicieron intentos fallidos de deshidratar metanol a metileno. En ese momento no estaba claro que el carbono fuera tetravalente.[4]
- En 1861, Butlerov llevó a cabo la reacción entre yoduro de metilo y cobre generando etileno y sugirió que la reacción ocurriera a través del metileno.[5]
- Los carbenos habían sido postulados por primera vez por Eduard Buchner en 1903 en estudios de ciclopropanación de diazoacetato de etilo con tolueno.[6]
- Más tarde, en 1912, Hermann Staudinger investigó la evolución del metileno en la descomposición de los diazocompuestos. Convirtió alquenos en ciclopropanos con diazometano, teniendo el grupo carbeno metileno (:CH2) como intermedio[7]
- Pero no fue sino hasta 1954 que comenzó el crecimiento de la química del carbeno. Del estudio de Doering, el carbeno se introdujo en algunas síntesis importantes en química orgánica. Demostró la utilidad sintética de diclorocarbeno en inserción de enlace C-H[8]
- A finales de la década de 1950, Ronald Breslow y Hans-Werner Wanzlick descubrieron que los carbenos pueden ser estabilizados por grupos amino sin aislarlos.[9]
- En la década de 1960, los carbenos finalmente se detectaron y caracterizaron espectroscópicamente, lo que despejó cualquier duda sobre su existencia. Gerhard Herzberg tuvo éxito en 1959 en la detección espectroscópica de metileno por fotólisis instantánea de diazometano.[10] Herzberg también mostró a partir de los espectros que hay dos isómeros, lo que teóricamente corresponde a las dos posibilidades mecánico-cuánticas de un estado triplete y singlete, dependiendo de la alineación de espín de los dos electrones (apareados o no apareados).
- La química organometálica de los carbenos comenzó con la síntesis de complejos de carbeno estables, (CO)5W=C(Ph)OMe, por Fischer y Maasbol en 1964. El primer complejo de carbeno homonuclear se reportó en 1968.[11] Del complejo obtenido por Fischer y Maasbol, se obtuvieron cientos de otros carbenos estabilizados por el enlace con el heteroátomo, generalmente oxígeno o nitrógeno, los llamados carbenos de baja oxidación o carbenos de tipo Fischer. En estos carbenos, se puede observar el enlace metal - carbono (del carbeno), donde el carbono es parcialmente positivo mientras que el metal es parcialmente negativo, dando a la nomenclatura "carbenos electrofílicos".
- En 1988, Guy Bertrand[12] logró aislar un carbeno estable, seguido en 1991, por Anthony J. Arduengo[13] con los carbenos N-heterocíclicos (NHC), que estaban en forma cristalina y lograron el verdadero avance con una gran cantidad de publicaciones y muchos nuevos carbenos estables que también se usaron como ligandos para complejos de metales de transición[14] en catálisis (primero en 1995),[15] así como catalizadores orgánicos.[16]

## Reactividad

Adición de carbenos a alquenos

La alta reactividad de los carbenos se ve fuertemente influenciada por las propiedades que presenten sus sustituyentes, perturbando la energía relativa de los estados singlete y triplete. En general, al existir un par de electrones sin compartir unidos directamente al átomo de carbono carbenoide, la deslocalización electrónica que puede ocurrir en la molécula, puede aumentar la estabilidad de la misma. Si se tienen sustituyentes dadores de electrones, estos estabilizan el estado singlete más que el triplete por la deslocalización del par de electrones en el orbital p vacío. Los carbenos singlete y triplete exhiben reactividad divergente. El estado singlete tiene un orbital p sin llenar, por lo que es eletrofílico y exhibe una reactividad similar a la de otros electrófilos, mientras que el estado triplete, al ser un diradical muestra una reactividad similar a la de los radicales libres y otras especies similares con pares de electrones libres. Los carbenos singlete generalmente participan en reacciones quelotrópicas como electrófilos, debido a tener el orbital-p desocupado. Los carbenos triplete pueden considerarse como diradicales y participar en adiciones radicalarias por etapas. Los carbenos triplete tienen que pasar por un intermedio con dos electrones no apareados, mientras que el carbeno singlete puede reaccionar en un solo paso de forma concertada.
Debido a estos dos modos de reactividad, las reacciones del metileno singlete son estereoespecíficas, mientras que las del metileno triplete son estereoselectivas. Esta diferencia se puede utilizar para investigar la naturaleza de un carbeno. Por ejemplo, la reacción del metileno generada a partir de la fotólisis del diazometano con cis-2-buteno o con trans-2-buteno proporciona cada uno un diastereómero del producto de 1,2-dimetilciclopropano: cis a partir del cis y trans a partir del trans, lo que demuestra que el metileno es un singlete. Si el metileno fuera un triplete, uno no esperaría que el producto dependiera de la geometría de alqueno inicial, sino más bien, se esperaría una mezcla casi idéntica en cada caso.
La reactividad de un carbeno particular depende de los grupos sustituyentes. Su reactividad puede verse afectada por los metales. Algunas de las reacciones que pueden hacer los carbenos son las inserciones en enlaces C-H, reordenamientos esqueléticos y adiciones a enlaces dobles. Los carbenos se pueden clasificar en nucleofílicos, electrófilos o ambifílicos. Por ejemplo, si un sustituyente puede donar un par de electrones, lo más probable es que el carbeno no sea electrofílico. Los alquil-carbenos se insertan mucho más selectivamente que el metileno, lo que no diferencia entre los enlaces C-H primarios, secundarios y terciarios.

### Ciclopropanación

Ciclopropanación de un carbeno

Los carbenos se adicionan a dobles enlaces para formar ciclopropanos. El mecanismo es concertado para carbenos singlete como se ha comentado anteriormente. Los carbenos triplete no retienen la estereoquímica en la molécula del producto. Las reacciones de adición son comúnmente muy rápidas y exotérmicas. El paso lento en la mayoría de los casos es la generación del carbeno. Un reactivo bien conocido empleado para las reacciones de alqueno a ciclopropano es el reactivo Simmons-Smith. Este reactivo es un sistema de cobre, zinc y yodo, donde se cree que el reactivo activo es yoduro de yodometilzinc. El reactivo está complejado por grupos hidroxi de tal manera que la adición comúnmente ocurre syn a dicho grupo.

### Inserción C-H
Las inserciones son otro tipo común de reacciones de carbeno. El carbeno básicamente se interpone en un enlace existente. El orden de preferencia es comúnmente: 
1. Enlaces X–H, donde X es un heteroátomo (no es carbono).
2. Enlace C–H.
3. Enlace C–C.

Las inserciones pueden o no ocurrir en una sola etapa.

### Dimerización de carbenos

Equilibrio de Wanzlick

Los carbenos y los precursores de carbenoides pueden sufrir reacciones de dimerización para formar alquenos. Si bien esta es a menudo una reacción secundaria no deseada, puede emplearse como una herramienta sintética y se ha utilizado una dimerización directa de carbeno metálico en la síntesis de polialquiniletenos.
Los carbenos persistentes existen en equilibrio con sus respectivos dímeros. Esto se conoce como equilibrio de Wanzlick.

### Complejos metálicos de carbenos
Además de la estabilización aportada por los sustituyentes, los carbenos también se pueden estabilizar mediante la formación de complejos con un metal de transición; los complejos de metales de transición con un ligando carbeno en su estructura se denominan genéricamente complejos metal-carbeno. La sinergia entre estas dos especies es casi perfecta ya que el metal posee orbitales ocupados y vacantes con simetría idónea para interaccionar con los orbitales frontera de los carbenos. Se han descrito gran cantidad de complejos organometálicos con diferentes metales y estados de oxidación que presentan características muy variadas.
De modo general, la unión entre el metal y el ligando carbeno en un complejo metal-carbeno consiste en un enlace dador, de tipo σ, del ligando al metal, y un enlace π, que se establece por retrodonación desde un orbital d ocupado del metal hacia el LUMO del ligando carbeno. La estabilidad y reactividad de los metalocarbenos depende de la retrodonación del metal al carbeno; de tal manera que si esta es baja, los metalocarbenos son altamente reactivos y aumentará su carácter nucleofílico; mientras que si la retrodonación se da de forma considerable, el carbeno será menos electrofílico y las reacciones se darán principalmente en el átomo del metal.
Tradicionalmente, se han dividido los carbenos metálicos en dos grandes grupos, de tipo Fischer o de tipo Schrock. Los carbenos de tipo Fischer, en el que el carbeno está estabilizado por un heteroátomo, tienen carácter electrófilo en el átomo de carbono, mientras que los carbenos de tipo Schrock son nucleófilos. Los complejos metálicos de carbenos, cuya fórmula general es LnM=CRR', no reaccionan como los carbenos libres, y rara vez se generan a partir de precursores de carbenos, a excepción de los carbenos persistentes. Los complejos carbénicos de metales de transición se pueden clasificar de acuerdo con su reactividad, siendo las dos primeras clases las más claramente definidas:
- Carbeno de Fischer: en el que el carbeno se une a un metal que lleva un grupo electroatractor de densidad electrónica (generalmente un carbonilo). En tales casos, el carbono carbenoide es ligeramente electrofílico. El enlace metal-carbeno en estos complejos presenta una doble donación electrónica ligando→metal metal→ligando que involucra la donación desde el orbital σ del carbeno en estado singlete y la retrodonación desde un orbital d ocupado del metal al orbital p vacante similar a la encontrada en los ligandos carbonilo o en las especies η2-olefina.
- Carbeno de Schrock: en el que el carbeno se une a un metal que lleva un grupo dador de densidad electrónica. En tales casos, el carbono carbenoide es nucleófilo y se asemeja al reactivo de Wittig (que no se considera derivado de carbeno). A diferencia de los carbenos de Fischer, en estos carbenos tiene lugar la formación de dos enlaces covalentes entre fragmentos de capa abierta del metal y el carbeno.
- Radical carbeno, en el que el carbeno se une a un metal de carcasa abierta con el carbono de carbeno con carácter radical. Los radicales carbeno tienen características tanto de carbeno de Fischer como de Schrock, pero típicamente son intermedios de reacción de larga duración.
- Carbeno N-Heterocíclico (NHC)[20] derivan de las sales de imidazolio o dihidroimidazolio por desprotonación en el átomo de carbono. A menudo se usan como ligandos auxiliares en química organometálica. Tales carbenos son ligandos espectadores que generalmente son dadores-σ muy fuertes, a menudo haciendo comparaciones con fosfinas.[21][22]  Los ligandos mismos, especialmente cuando están aislados libres del metal, a veces se conocen como carbenos Arduengo o Wanzlick.
- Catalizador de Grubbs: Dentro del grupo de complejos metal-carbeno nucleófilos con aceptor s pobre y buen retrodador p, se encuentran los carbenos de Grubbs que se emplean como catalizadores en las reacciones de metátesis de olefinas en fase homogénea. Este carbeno de rutenio desarrollado por Robert H. Grubbs a principios de los 90 abrió un nuevo campo de los carbenos.[23]

## Generación de carbenos

### A partir de diazocompuestos

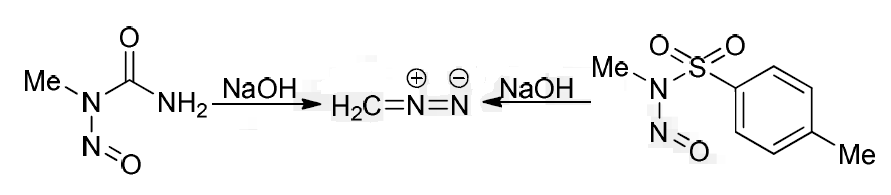
Generación de diazometano

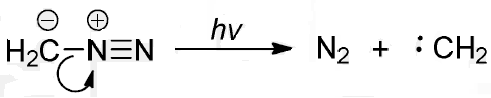
Generación de metileno a partir de diazometano

La termólisis o fotólisis de diazocompuestos ofrece un buen acceso a los compuestos de carbeno. La fotólisis del diazometano o sus derivados, los diazocompuestos, es la responsable de proveer la energía necesaria para promover la pérdida de una molécula de nitrógeno (N2, molécula muy estable), generando así un átomo de carbono sólo enlazado a dos átomos de hidrógeno y que tiene seis electrones.Estos se separan de una molécula de nitrógeno y, por lo tanto, crean un carbeno. Para los diazocompuestos de bajo peso molecular, la descomposición incontrolada es un problema considerable. Se puede producir hidrazona. Las hidrazonas sustituidas, tales como, por ejemplo, las tosilhidrazonas, también se pueden convertir en carbeno usando bases fuertes. Esta reacción se conoce como la reacción de Bamford-Stevens. 
Teniendo en cuenta la naturaleza explosiva de los diazoalcanos, la generación de carbenos a partir de éstos no es una metodología muy práctica. Es por esto que debe ser utilizado en disolución (normalmente éter) y también debe estar diluido porque muchas disoluciones concentradas de diazometano también son explosivas.
Una alternativa son los compuestos diazocarbonilos: estos son mucho más estables debido al grupo carbonilo electroatrayente, el cual estabiliza el dipolo diazo y es una fuente útil de carbenos que poseen un sustituyente carbonilo. Estos compuestos diazocarbonilo pueden ser descompuestos a carbenos por calentamiento o energía lumínica. La formación de nitrógeno gaseoso (muy estable) compensa la generación del carbeno inestable.

### A partir de cetenas

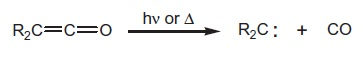
Generación de metileno a partir de cetenas

También se pueden usar cetenas, que liberan una molécula de monóxido de carbono al formar el carbeno. Sin embargo, las cetenas son complejas de sintetizar y tienden a polimerizar, por lo que rara vez se usan en la práctica para producir carbenos.

### Por α-eliminación

α-eliminación

El estudio de esta reacción condujo al desarrollo de la química del carbeno. La α-eliminación sucede cuando tanto el protón como el grupo saliente están localizados sobre el mismo átomo de carbono. Primero se elimina el protón del cloroformo con una base fuerte. El anión triclorometilo resultante se somete a α-eliminación, de modo que se forma diclorocarbeno. Mientras tanto, la reacción con cloroformo y solución de hidróxido de sodio se lleva a cabo con la ayuda de un catalizador de transferencia de fase. Una sal de amonio cuaternario generalmente actúa como tal.